# 홀마크 카드

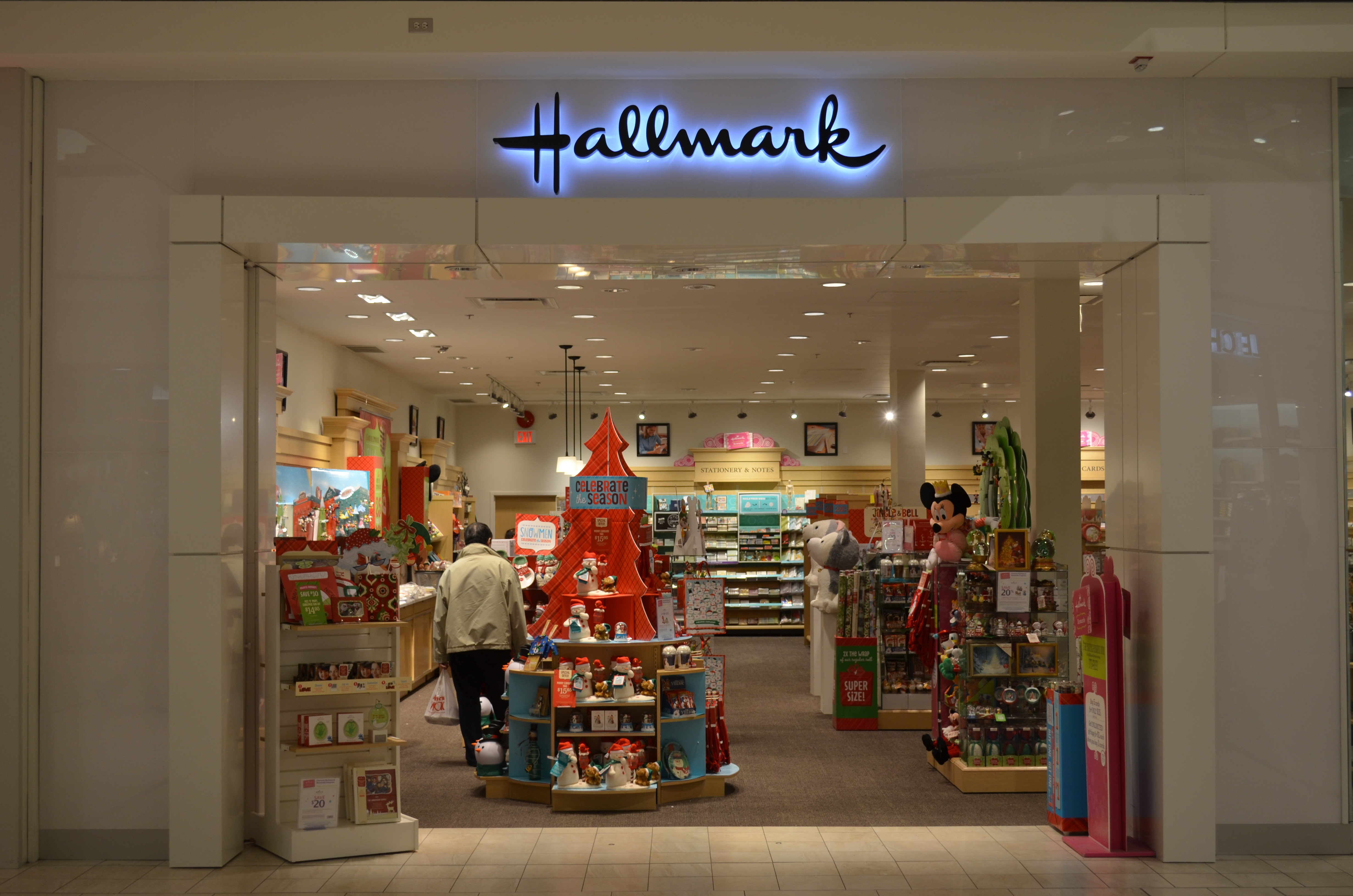
캐나다에 있는 홀마크 상점

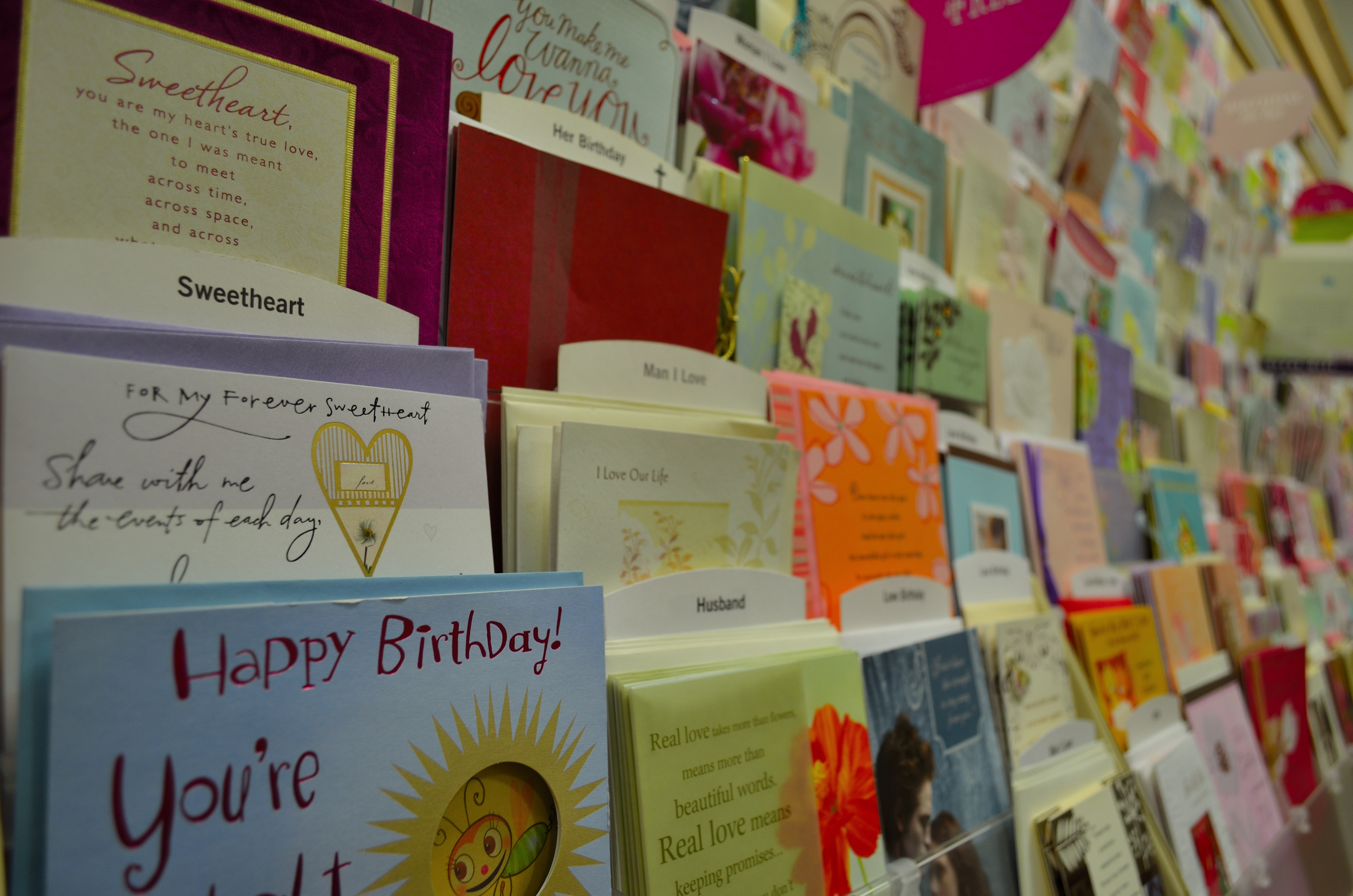
홀마크의 생일 축하 카드

홀마크 카드(Hallmark Cards)는 미국 최대의 축하 카드 제조 회사이다. 1910년에 조이스 홀에 의해서 설립되었으며, 본사는 미주리주 캔자스시티에 위치해 있다.

## 같이 보기
- 홀마크 채널